# Demon ruchu
Demon ruchu – zbiór nowel fantastycznych Stefana Grabińskiego wydany w 1919.
Składają się na niego opowieści grozy, osnute wokół tematyki kolejowej (dworce, dróżnicy, konduktorzy, maszyniści). Bohaterowie traktują swój zawód jako rodzaj posłannictwa, rytuału czy kultu. W utworach są obecne niewytłumaczalne zjawiska, katastrofy, zabłąkane pociągi, tajemnicze depesze, dziwne stacje, ślepe tory. W zjawiskach tych przejawia się „demon ruchu” nadający światu techniki rysy irracjonalne.
Pierwsze wydanie zbioru obejmowało 9 opowiadań: „Maszynista Grot”, „Błędny pociąg” (Legenda kolejowa), „Demon ruchu”, „Smoluch”, „Wieczny pasażer” (Humoreska), „W przedziale”, „Sygnały”, „Ślepy tor”, „Ultima Thule”. Następną edycję, która ukazała się w 1922 roku, uzupełniono o trzy kolejne nowele: „Głucha przestrzeń (Ballada kolejowa)”, „Fałszywy alarm”, „Dziwna stacja (Fantazja przyszłości)”. Została dodana także Przedmowa Józefa Jedlicza.
Autor planował także trzecie wznowienie zbioru. W liście do Kazimierza Czachowskiego z 23.02.1931 roku pisze: „Zwłaszcza radbym przeprowadzić nowe, zwiększone o 2 nowele, wydanie Demona ruchu”. Pierwszą z nowel były Engramy Szatery (opublikowane pierwotnie w „Naokoło świata”, 1926, nr 28, s. 19–42), drugą natomiast Przypowieść o krecie tunelowym. (Epilog do „Demona Ruchu“) (opublikowana w dodatku literackim „Polonia” – 1926, nr 141, s. 11–13; 147, s. 12–13; 154, s. 11–12; 161, s. 12).